# Quartet de corda

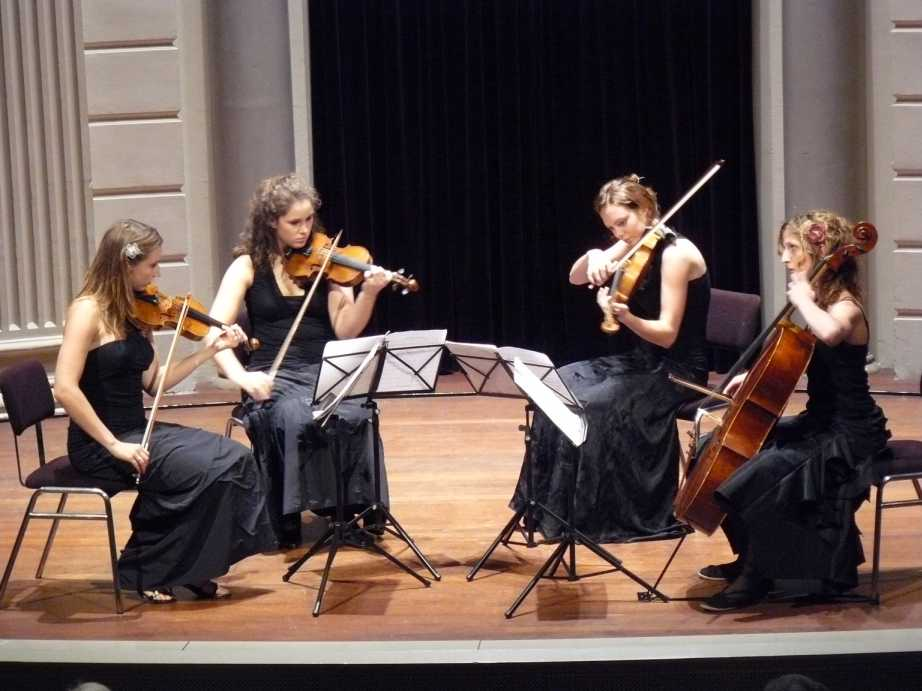
Integrants d'un quartet de corda: 1r violí, 2n violí, viola i violoncel

Un quartet de corda és un conjunt instrumental de quatre instruments de corda, normalment dos violins, una viola i un violoncel, o bé una peça musical escrita per a aquest conjunt.

## Descripció

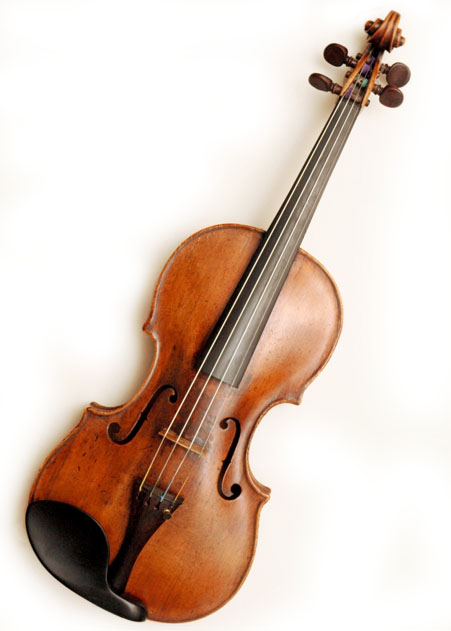
Foto d'un violí. Un quartet de corda té habitualment dos violins

Encara que qualsevol combinació de quatre instruments de corda pot ser qualificada un quartet de corda, en la pràctica el terme es refereix a un conjunt consistent en dos violins (el "primer" violí, que habitualment es fa càrrec de la línia melòdica en les notes més altes del seu registre, i el "segon" violí, que es fa càrrec de l'harmonia en notes més baixes), una viola i un violoncel. Quan un compositor compon música per a una combinació diferent de quatre instruments de corda; per exemple tres violins i un contrabaix, o violí, viola, violoncel i guitarra; indicarà específicament la instrumentació. El quartet de corda estàndard és considerat com una de les més importants formes de la música de cambra, i la majoria dels grans compositors, de les darreries del segle xviii fins als nostres dies, han compost quartets de corda.
Una composició per a quatre instrumentistes de corda pot presentar qualsevol forma, però quan es parla simplement d'un Quartet de corda (amb subtítol o sense), es tracta d'una composició habitualment en quatre moviments, amb una estructura semblant a la d'una simfonia. Els moviments extrems (primer i quart) són típicament ràpids. Habitualment els moviments segon i tercer són, respectivament, un moviment lent i un moviment amb ritme de dansa de qualsevol mena, per exemple minuet, scherzo, furiant, etc.
Alguns altres conjunts instrumentals de cambra poden ser considerats com variacions del quartet de corda, com per exemple el quintet amb piano, que és un quartet de corda més un piano; el quintet de corda, que és un quartet de corda amb una viola, violoncel o contrabaix addicional; el trio de corda, amb un violí, una viola i un violoncel; i el quartet amb piano que és un quartet de corda amb un violí substituït per un piano.

## Història
La forma va començar a utilitzar-se en la segona meitat del Segle XVIII. Les primeres obres de Franz Joseph Haydn per a quartet de corda tenien cinc moviments i s'assemblaven als divertimentos (un títol que van portar en algunes edicions) o a les serenates. Però els quartets de l'Opus 9, composts entre 1769 i 1770, ja mostren l'estructura moderna que esdevindria estàndard tant per a Haydn com per als compositors següents: quatre moviments; un moviment ràpid, un moviment lent, un minuet i trio, i un moviment final ràpid. Atès que el seu exemple va ajudar a codificar una forma musical que tenia els seus orígens en la suite barroca, Haydn és sovint considerat el pare del quartet de corda. Ocasionalment Haydn va interpretar els seus quartes de corda en cerimònies de caràcter social amb un conjunt improvisat de músics del que també va formar part Mozart.
Des del temps de Haydn, el quartet de corda ha esdevingut una forma musical cada vegada més prestigiosa, i ha estat considerada com la prova de foc de l'habilitat artística d'un compositor. Això es deu en part al fet que la paleta tímbrica és més restringida que en cas de l'orquestra, forçant al compositor a treballar en l'essència musical abans que el color tonal, així com en la tendència contrapuntística inherent en l'ús de quatre instruments de la mateixa família.
Les composicions per a quartet de corda van florir en el classicisme musical, i tant Mozart com Beethoven van escriure cèlebres sèries de quartets, considerats a la mateixa altura dels de Haydn. En el Segle XIX va haver-hi un - molt lleu - descens de l'atractiu del quartet, veient-se el curiós fenomen de molts compositors cèlebres que només van compondre un quartet; potser per fer palès que podien enfrontar-se al repte. Amb l'inici de l'era musical moderna, el quartet va tornar a aconseguir una gran popularitat entre els compositors.

## Quartets de corda populars

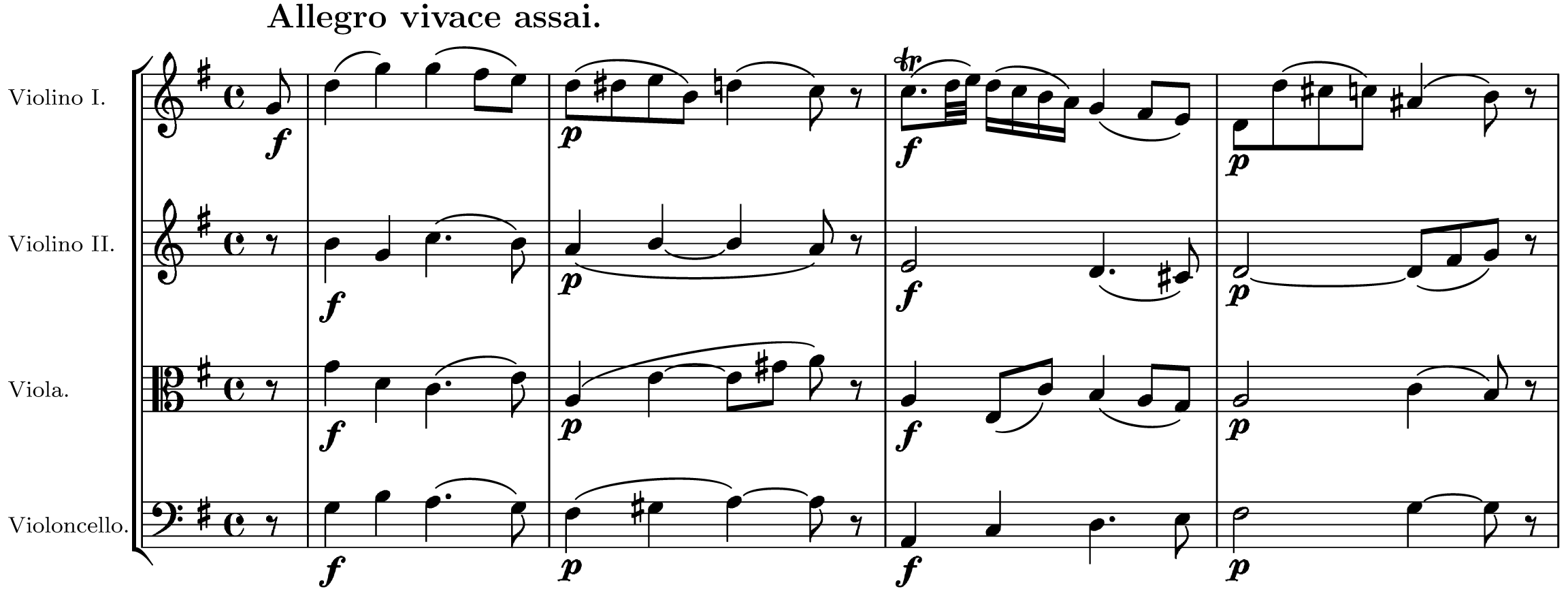
Alguns compasos del 1r moviment del quartet de corda de Mozart n.º 18, K. 387, dedicat a Joseph Haydn.

- Els 68 quartets de corda de Franz Joseph Haydn, especialment els tardans Quartets Erdody, op. 76.
- Els 23 quartets de corda de Wolfgang Amadeus Mozart. Els sis que va dedicar a Haydn, K. 387, 421, 428, 458, 464, 465, Opus 10, es consideren la culminació del quartet de corda clàssic. El Quartet de corda núm. 19 en do major ("Dissonància"), K. 465 encara sorprèn per la seua introducció dissonant.
- Els 16 quartets de Ludwig van Beethoven són molt estimats. Els Quartets de corda Opus 18 demostren la completa mestria de Beethoven en aquesta forma musical recollint la tradició establerta per Haydn i Mozart. Els tres següents, anomenats Quartets Razumovski són molt populars avui dia, i van portar l'evolució del quartet a noves fites de sensibilitat emocional i dramatisme. Aquests van ser seguits pels Quartets núm. 10 op. 74 i núm. 11 op. 95. Finalment, els darrers quartets de Beethoven, on s'inclouen els últims cinc quartets i la Große Fuge (Gran Fuga), van ser les darreres obres que el compositor va completar. Aquestes darreres obres són considerades entre les composicions musicals més importants mai escrites, a causa de la seua indiscutible complexitat intel·lectual i l'aparent rebuig del pathos romàntic que va impregnar la música del període intermedi de Beethoven. No obstant són menys populars que els quartets Razumovski.
- Quartet de corda núm. 14 en re menor "La mort i la donzella" de Franz Schubert. També el seu Quartet de corda núm. 13 en la menor "Rosamunda" i el seu final Quartet de corda núm. 15 en sol major
- Els 6 quartets de corda de Felix Mendelssohn
- Bedřich Smetana: el Quartet de corda núm. 1 De la meva vida
- Els tres quartets de Johannes Brahms
- El Quartet de corda "Americà" núm. 12 en fa major d'Antonín Dvořák
- El Quartet de corda núm. 1 en re major, op. 11 de Piotr Ilitx Txaikovski, especialment el segon moviment Andante cantabile.
- El Quartet de corda núm. 2 en re major d'Aleksandr Borodín, especialment el tercer moviment "Notturno."
- Claude Debussy: Quartet de corda en sol menor, op. 10
- Els quartets de corda d'Arnold Schönberg
- Maurice Ravel: Quartet de corda en fa major
- Leoš Janáček: Quartet de corda núm. 1 "Kreutzer", inspirat en Sonata a Kreutzer de Tolstoi, que al seu torn està inspirada en la Sonata núm. 9 "Sonata Kreutzer" per a violí de Beethoven.
- Frank Bridge: Quartet de corda núm. 3
- Els sis quartets de corda de Béla Bartók
- La Suite Lírica d'Alban Berg, originalment composta per a quartet de corda
- Bohuslav Martinů: Concert per a quartet de corda i orquestra
- Els 15 quartets de corda de Dmitri Xostakóvitx, especialment el Quartet de corda núm. 8 en do menor, op. 110
- Els 5 quartets d'Elliott Carter
- El Quartet de corda núm. 1 "A Way a Lone' de Tōru Takemitsu
- El Quartet de corda op. 11 de Samuel Barber, especialment el segon moviment, que habitualment s'escolta en la seua versió per a orquestra de corda, coneguda com a Adagio per a corda (Barber).

## Llista de compositors de quartets de corda

### Nascuts abans de 1800
- Giovanni Battista Sammartini (ca. 1700–1775): va compondre diversos quartets que es consideren de les primeres obres per a aquest conjunt, alguns dels quals poden ser interpretats també per una petita orquestra de corda.
- Christian Cannabich (1731–1798): 6 quartets de corda opus 5 (al voltant de 1780).
- Franz Joseph Haydn (1732–1809): va compondre 68 quartets de corda, alguns dels quals anomenats Divertimenti, l'últim incomplet. A més va compondre Die Sieben letzten Worte unseres Erlösers am Kreuze (Les set últimes paraules de Crist en la Creu), una seqüència de vuit moviments lents més un breu i ràpid moviment final (originalment per a orquestra, però probablement més coneguda en la versió per a quartet de corda).
- François Joseph Gossec (1734–1829): 12 quartets de corda: op.14 (1770) i op.15 (1772)  Arxivat 2007-02-16 a Wayback Machine.
- Johann Baptist Vanhal (1739–1813): al voltant d'una setentena de quartets de corda. ( Arxivat 2006-04-11 a Wayback Machine.)
- Václav Pichl (1741–1805): va compondre al voltant de 30 quartets; va ser un dels fundadors de l'Escola Vienesa de Violí.
- Roman Hofstetter (1742–1815): un monjo i compositor austríac. Actualment se sospita que és el vertader autor dels sis quartets de corda atribuïts a Haydn com el seu opus 3, incloent-hi el conegut 'Quartet Serenata'.
- Luigi Boccherini (1743–1805): Un prolífic compositor en tota mena de música de cambra, Boccherini va compondre 91 quartets de corda. També va compondre diversos quintets de corda.
- Giuseppe Maria Cambini (1746–1825): va compondre 149 quartets de corda i 30 quartets d'airs variés ( Arxivat 2006-05-10 a Wayback Machine.). Alguns d'aquests existeixen també en versió per a instruments de vent. Alfred Einstein suggereix que el quart quartet amb flauta de Mozart és una paròdia de les obres de Cambini, molt populars en la seua època.
- Bartholomeo Campagnola (1751–1827): va compodre 6 quartets de corda.
- Franz Anton Hoffmeister (1754–1812): 50 quartets de corda (més 7 per a violí, dues violes i violoncel) (font: Grove online).
- Giovanni Battista Viotti (1755–1824): 17 quartets de corda.
- Franz Grill (1756?–1792): 9 quartets de corda.
- Wolfgang Amadeus Mozart (1756–1791): va compondre 23 quartets de corda, incloent-hi els anomenats Quartets Haydn (1782–85), generalment considerats els millors de la seua producció.
- Joseph Martin Kraus (1756–1792): va compondre al voltant de 16 quartets de corda (6 quartets de Goetingen s'han perdut). Cal esmentar també el seu Quintet amb flauta en re major.
- Pavel Vranický / Paul Wranitzky (1756–1808): va compondre 73 quartets de corda, entre els quals els sis quartets de l'Opus 16 i els tres de l'Opus 23 es consideren de la qualitat dels de Haydn i del Mozart madur.
- Alessandro Rolla (1757–1841): 10 quartets de corda: 3 de l'op.2, 3 de l'op.5 i altres 4 (font: Grove).
- Franz Krommer / Frantisek Kramar (1759–1831): va compondre al voltant de 100 quartets de corda, molts dels quals van ser populars en les primeries del Segle XIX a Viena, on van ser comparats als de Beethoven.
- Luigi Cherubini (1760–1842): 6 quartets de corda (1814–1837).
- Antonín Vranický / Anton Wranitzky (1761–1820): 30 quartets. Un fundador de l'escola violinística de Viena i considerat un virtuós, va ser mestre de Ignaz Schuppanzigh i director de l'Orquestra Lobkowitz.
- Adalbert Gyrowetz (1763–1850): (aka Vojtěch Matyáš Jírovec) amic de Mozart, va compondre almenys 42 quartets de corda (Grove), possiblement més de 50 (Hyperion CD notes).
- Samuel Wesley (1766–1837): almenys un quartet en Mi bemoll, compost al voltant de 1810. )
- Andreas Romberg (1767–1821): 6 quartets de corda.
- Ludwig van Beethoven (1770–1827): va compondre 16 quartets de corda generalment considerats entre els millors mai escrits.
- Johan Hoffmann (1770–1815): 2 quartets (en re major i en fa major). ( Arxivat 2006-05-10 a Wayback Machine., aquest enllaç també sobre Hoffmann).
- Peter Hänsel (1770–1831): almenys 10 quartets.
- Anton Reicha (1770–1836): va compondre almenys 37 quartets de corda (14 d'ells descoberts recentment). Els 10 quartets de Viena (1801-6) són els més importants. Tot i que van ser oblidats després de la mort de Reicha, van ser obres molt influents.
- Ján Josef Rösler (1771–1813): 3 quartets de corda, op.6
- Antal György Csermák (c.1774–1822): 1 quartet Die drohende Gefahr.
- Johann Nepomuk Hummel (1778–1837): 3 quartets de corda, op.30, No 1 en do major; op.30 No 2 en sol major and op.30 No 3 en Mi bemoll major (tots ca.1808).
- Niccolò Paganini (1782–1840): 3 quartets de corda.
- George Onslow (1784–1853): 36 quartets composts entre 1810 i 1845.
- Louis Spohr (1784–1859): conegut com a Ludwig en la seua Alemanya natal, Spohr va compondre 36 quartets de corda i 4 quartets dobles (per a dos quartets de corda).
- Anselm Hüttenbrenner (1794–1868): 2 quartets de corda (mi major 1816, do menor 1847)
- Franz Berwald (1796–1868): Compositor suec, va compondre 3 quartets de corda, No 1 en sol menor (1818), No 2 en la menor (1849), i No 3 en Mi bemoll major (1849).
- Gaetano Donizetti (1797–1848): Molt més conegut per la seua producció operística, Donizetti va compondre també 18 quartets de corda, els primers setze entre 1817 i 1821 (majorment 'obres acadèmiques', el cinquè és el més interpretat), el dissetè l'any 1825 i l'últim l'any 1836.
- Franz Schubert (1797–1828): va compondre 15 quartets de corda. Els anomenats La mort i la donzella i Rosamunda són els més populars.

### Nascuts entre 1801 i 1850
- Franz Lachner (1803–1890): almenys 6 quartets (núm. 1 op. 75 en si menor, núm. 2 op. 76 en la major, núm. 4 op. 120 en re menor, núm. 5 op. 169 en sol major, núm. 6 op. 173 en mi menor)
- Mikhaïl Ivànovitx Glinka (1804–1857): Després d'un intent de compondre un quartet l'any 1824, deixant-lo incomplet; Glinka va compondre el seu únic quartet complet l'any 1830. Tot i que aquesta obra s'interpreta rarament, és destacable com una de les primeres temptatives en aquest gènere per part d'un compositor rus.
  - Quartet de corda en fa major (1830)
- Johan Peter Emilius Hartmann (1805–1890): 3 quartets de corda ( Arxivat 2006-05-10 a Wayback Machine.)
- Fanny Mendelssohn (1805–1847): 1 Quartet de corda en Mi bemoll (1834)
- Juan Crisóstomo de Arriaga (1806–1826): Compositor espanyol de les primeries del Segle XIX, que va nàixer en el 50 aniversari del naixement de Mozart. Va compondre 3 brillants quartets (1824) abans de la seua prematura mort el 19 anys: No 1 en re menor; No 2 en la major; No 3 en Mi bemoll major
- Vaclav Veit (1806–1864): Primerenc compositor romàntic txec, va influir molt en Smetana. Va compondre 4 quartets de corda i 5 quintets de corda.
- Ignaz Lachner (1807–1895): 8 quartets (- op. 43 en Fa, op. 54 en Do, op. 74 en La, op. 104 en Sol, op. 105 en la menor, op. 106 en Do per a 3 violins i viola, op. 107 en Sol per a quatre violins, en Si bemoll op. post.)
- Felix Mendelssohn (1809–1847): va escriure 6 quartets de corda numerats: op. 12 (1829), op. 13 (1827), op. 44 (3 quartets, 1838), i op. 80 (1847); un primerenc Quartet de corda en Mi bemoll major (1823), sense número d'opus; quatre peces ("Andante", "Scherzo", "Capriccio", "Fuga") per a quartet de corda, op. 81 (1847); un conjunt de 15 fugues per a quartet de corda, compostes a l'edat de 12 anys (!); i altra fuga (en Mi bemoll major) per a quartet de corda, composta a l'edat de 18 anys. La música de joventut de Mendelssohn per a quartet mostra una destacable mestria i la influència –gairebé dependència– dels procediments emprats per Beethoven en els seus darrers quartets, però amb una elevada transformació original del seu significat expressiu.
- Norbert Burgmüller (1810–1836): 4 elegants quartets de corda: op. 4 en re menor, op. 7 en re menor, op. 9 en La bemoll major, and op. 14 en la menor.
- Robert Schumann (1810–1856): 3 quartets de corda op. 41, que no es consideren entre el millor de la seua producció.
- Giuseppe Verdi (1813–1901): un Quartet de corda, en mi menor (1873)
- Robert Volkmann (1815–1883): 6 quartets de corda
- Niels Gade (1817–1890) : un quartet publicat (re major, opus 63) i 3 quartets retirats en fa major, fa menor i mi menor.
- Stanisław Moniuszko (1819–1872) : dos quartets de corda (re menor, fa major)
- Henri Vieuxtemps (1820–1881): 3 quartets de corda (en mi menor opus 44, en do major opus 51, en Si bemoll opus 52 — els dos darers publicats pòstumament)
- Friedrich Kiel (1821–1885): 2 quartets de corda (opus 53, en la menor i Mi bemoll) i valsos op. 78
- Emilie Mayer (1821–1883): un Quartet de corda opus 14 en sol menor
- César Franck (1822–1890): un quartet de corda (1889)
- Joachim Raff (1822–1882): 8 quartets de corda (1855 a 1876)
- Anton Bruckner (1824–1896): un quartet de corda (1862)
- Carl Reinecke (1824–1910): 4 quartets de corda (opus 16 en Mi bemoll, de 1842, opus 30 en Fa, de prop de 1851, opus 132 en Do, d'al voltant de 1874, opus 211 en Re)
- Bedřich Smetana (1824–1884): 2 quartets de corda, No 1 en mi menor De la meu vida; i No 2 en re menor, dels quals el primer és el més conegut
- Woldemar Bargiel (1828–1897): 4 quartets de corda (Incloent-hi #1 (1848) en mi major, #2 en re menor, #3 op. 15b en la menor i #4 op. 47 en re menor)
- Anton Rubinstein (1829–1894): 10 quartets de corda al llarg de la seua vida
- Karl Goldmark (1830–1915): L'únic quartet de Goldmark va ser la seua primera obra a recollir bones crítiques en els diaris musicals vienesos de l'època. Molt de temps oblidat, va ser gravat en diverses ocasions en la dècada de 1990, com a part d'un reviscolament general de l'interès per la música de cambra de Goldmark.
  - Quartet de corda en Si bemoll major, op. 8 (1860)
- Aleksandr Borodín (1833–1887): dos quartets de corda: núm. 1 en La (1879) i núm. 2 en re (1881), dels quals el segon és més conegut
- Johannes Brahms (1833–1897): 3 quartets de corda, els dos primers de l'any 1879 i el darrer de l'any 1881
- Felix Draeseke (1835–1913): 3 quartets de corda entre 1880 i 1895
- Camille Saint-Saëns (1835–1921): 2 quartets de corda: op.112 (1889) i op.153 (1918)
- Joseph Wieniawski (1837–1912): almenys un quartet, en la menor opus 32
- Max Bruch (1838–1920): 2 quartets de corda, compostos en els seus anys d'estudiant o poc després, op.9 en do menor (1858/9) i op.10 en mi major (1860)
- Friedrich Gernsheim (1839–1916): 5 quartets de corda (núm. 1 en do menor, op. 25 (ca. 1872); núm. 2 en la menor, op. 31 (1875); núm. 3 en fa major, op. 51 (1886); núm. 4 en mi menor, op. 66; núm. 5 en la major, op. 83 (ca. 1911))
- Josef Rheinberger (1839–1901): 2 quartets de corda, en do menor op. 89 i en fa major op. 147
- Hermann Goetz (1840–1876): un Quartet de corda en Si bemoll (1865-66)
- Johan Svendsen (1840–1911): un Quartet de corda, op. 1
- Piotr Ilitx Txaikovski (1840–1893): 3 quartets de corda: núm. 1 en Re, op.11 (1871); núm. 2 en Fa, op.22 (1873); i núm. 3 en Mi bemoll menor, op.30 (1876), dels quals el primer és el més conegut, especialment el seu Andante cantabile, segon moviment, que ha estat gravat moltes vegades en versió per a orquestra.
- Elfrida Andrée (1841–1929): un Quartet de corda en re menor ( Arxivat 2006-08-22 a Wayback Machine.) i un altre en la major (publicat l'any 2000)
- Antonín Dvořák (1841–1904): 14 quartets de corda, sent el núm. 12 Americà, el més conegut
- Giovanni Sgambati (1841–1914): un Quartet de corda en Re bemoll major, op. 17 (1882)
- Ján Levoslav Bella (1843–1936): 3 quartets de corda, en mi menor (1871), do menor (1880) i Si bemoll menor (1887)
- Edvard Grieg (1843–1907): 2 quartets de corda, el segon inacabat
- Heinrich von Herzogenberg (1843–1900): 5 quartets de corda (1876–1890)
- Nikolai Rimski-Kórsakov (1844–1908) Més conegut per la seua obra orquestral, també va compondre tres quartets de corda, dos moviments independents per a quartet de corda i altres tres peces per a quartet de corda
- Gabriel Fauré (1845–1924): un Quartet de corda, en mi menor, op.121 (1924)
- Robert Fuchs (1847–1927): 4 quartets de corda: No 1 en Mi, op.58 (1895); No 2 en la menor, op.62 (1899); No 3 en Do, op.71 (1903); No 4 en La, op.106 (1916)
- August Klughardt (1847–1902): 2 quartets de corda (en Fa, opus 42 i en Re, opus 61)
- Aleksandr Campbell MacKenzie (1847–1935): un Quartet de corda en Sol (1868)
- Hubert Parry (1848–1918): 3 quartets de corda
- Zdeněk Fibich (1850–1900): 2 quartets de corda (la major, 1874, sol major, 1878) i un conjunt de variacions per a quartet (Si bemoll, 1883) segons el segell discogràfic Orfeo
- Antonio Scontrino (1850–1922): 4 quartets de corda (la menor, sol menor, fa major, do major) i un moviment per a quartet de corda
- Aleksandr Tanéiev (1850–1918): tres quartets de corda: No 1 en sol major, op.25; No 2 en do major op.28; and No 3 en la major, op.30 (font: notes d'un CD Olympia)

### Nascuts entre 1851 i 1900
- Vincent d'Indy (1851–1931): 3 quartets de corda
- Ruperto Chapí (1851-1909): 4 quartets de corda (Núm. 1, en sol major (1903), núm. 2 en fa major (1904), núm. 3 en re major (1905) i núm. 4 en Si bemoll menor (1907))
- Charles Villiers Stanford (1852–1924): 8 quartets de corda (1891–1919)
- Leóš Janáček (1854–1928): 2 quartets de corda, coneguts com La Sonata Kreutzer i Cartes íntimes
- Ernest Chausson (1855–1899): un Quartet de corda en tres moviments; el tercer va ser completat per Vincent d'Indy després de la mort de Chausson l'any 1899
- Christian Sinding (1856–1915): un Quartet de corda, el seu opus 70
- Serguei Tanéiev (1856–1915): 9 quartets de corda complets i 2 parcials (font: Grove Music Online)
- Edward Elgar (1857–1934): un Quartet de corda en mi menor, op.83 (1918)
- Sylvio Lazzari (1857–1944): un Quartet de corda en la menor, op.17
- Ethel Smyth (1858–1944): un Quartet de corda, en mi menor (1902-1912) publicat i un altre inèdit, que data dels seus temps com estudiant a Leipzig, en do menor
- Mikhail Ippolitov-Ivanov (1859-1935): almenys un Quartet de corda, op. 13 en la menor
- Emil Nikolaus von Reznicek (1860–1945): 4 quartets de corda, incloent-hi el núm. 1 en do sostingut menor (1921), també en re menor (pub. Bimbach, 1923, Berlin) i si bemoll major (pub. Bimbach, 1932), quartet en do menor (publicat per E.W. Fritzsch, Leipzig, 1883).
- Nikolay Sokolov (1859–1922): 3 quartets de corda (en Fa opus 7, i en La opus 14 i en Re i re menor opus 20, published 1890, 1892 i 1894). També va contribuir als projectes del cercle Beliaiev amb Nikolai Rimski-Kórsakov, Aleksandr Glazunov, Aleksandr Kopilov i d'altres (incloent-hi una polca per a Les Vendredis per a quartet de corda, i altres obres)
- Hugo Wolf (1860–1903): un Quartet de corda (1884) i la cèlebre Serenata Italiana per a quartet de corda (1892); també un Intermezzo
- Charles Martin Loeffler (1861–1935): 2 quartets de corda, en la menor (1889), i Música per a quatre instruments de corda (1917)
- Claude Debussy (1862–1918): un Quartet de corda, en sol menor, op.10 (1893)
- Frederick Delius (1862–1934): 3 quartets de corda (1888, 1893 i 1916)
- Emánuel Moór (1863–1931): almenys 3 quartets de corda
- Felix Weingartner (1863–1942): 4 quartets de corda (en re menor op. 24, la menor op. 26, Fa op. 34 i Re op. 62, pub. 1899, 1900, 1903 i 1918)
- Eugen d'Albert (1864–1932): 2 quartets de corda (en la menor op. 7 i Mi bemoll; op. 11, 1887 i 1893)
- Aleksandr Gretchaninov (1864–1956): 4 quartets de corda: No 1 en sol major, op. 2 (1894); No 2 en re menor, op.70 (1913); No 3 en do menor, op.75 (1915); No 4 en fa major, op.124 (1929)
- Alberto Nepomuceno (1864–1920): va compondre 3 quartets de corda
- Guy Ropartz (1864–1955): 6 quartets (1893–1951)
- Richard Strauss (1864–1949): va compondre un Quartet de corda
- Aleksandr Glazunov (1865–1936): va compondre 7 quartets de corda, i altres nombroses obres per a quartet de corda (les Cinc Peces de 1879–1881, les cinc Novelettes op.15, la Suite op.35, les Dues Peces de 1902, l'"Elegia a Belaiev" op.105). El tercer Quartet (1888) se sovint anomenat Quartet Eslau, i el setè (1930) se subtitula Homenatge al Passat.
- Gustav Jenner (1865–1920): va compondre 3 quartets de corda en fa major, sol major i Fa (1907, 1910 i 1911 — )
- Albéric Magnard (1865–1914): va compondre un Quartet de corda (1903)
- Carl Nielsen (1865–1931): va compondre 4 quartets de corda publicats, també un primerenc quartet i moviments de quartet
- Jean Sibelius (1865–1957): va compondre 3 quartets jovenívols (en Mi bemoll, 1885; en la menor, 1889; i en Si bemoll, opus 4, 1890) i el seu més cèlebre quartet "Voces Intimae", opus 56 (1909)
- Ferruccio Busoni (1866–1924): 2 quartets de corda, Op 19 en do menor (1884) i Op 26 en re menor (1887)
- Amy Beach (1867–1944): va compondre un quartet, Quartet de corda en un Moviment, op.89 (1921)
- Charles Koechlin (1867–1950): 3 quartets de corda, en Re op. 51 (1911-13), op. 57 (1911-16), op. 72 en Re (1917-21)
- John Blackwood McEwen (1868–1948): 17 quartets de corda (1898 a 1947).
- Max von Schillings (1868–1933): Quartet de corda en mi menor (al voltant de 1887)
- Hans Pfitzner (1869–1949): va compondre 4 quartets de corda (en re menor sense número d'opus- 1886, re major opus 13 1903, Do sostingut menor opus 36 de l'any 1925 - després arranjat en una simfonia, i do menor opus 50, 1942)
- Alfred Hill (1870–1960): compositor australià, va compondre 17 quartets de corda.
- Vítězslav Novák (1870–1949): 3 quartets (1899–1938)
- Florent Schmitt (1870–1958): Quartet de corda en Sol, op. 112 (1947)
- Louis Vierne (1870–1937): un Quartet de corda (1894)
- Wilhelm Stenhammar (1871–1927): compositor suec, va compondre 6 quartets de corda
- Alexander von Zemlinsky (1871–1942) 4 quartets de corda i 2 moviments per a quartet de corda: núm. 1 en la major, op.4 (1896); núm. 2, op.15 (1913-15); núm. 3, op.19 (1924); núm. 4 (Suite), op.25 (1936); i dos moviments per a quartet de corda (1927)
- Paul Juon (1872–1940): 4 quartets de corda (un jovenívol opus 5 i tres reconeguts quartets op. 11 en si menor, op. 29 en la menor i op. 67 en C)
- Ralph Vaughan Williams (1872–1958): 2 quartets de corda: No 1 en sol menor (1908, rev. 1921) i No 2 en la menor (1942/3)
- Max Reger (1873–1916): va compondre sis quartets de corda (incloent-hi un publicat poc després de la mort del compositor amb una part opcional per a contrabaix)
- Reynaldo Hahn (1874–1947): almenys 2 quartets de corda (la menor de 1939, fa major de 1943)
- Charles Ives (1874–1954): va compondre 2 quartets de corda (1896 i 1913), el primer titulat "From the Salvation Army"
- Franz Schmidt (1874–1939): quartet 1 en La (1925), quartet 2 en Sol (1929)
- Arnold Schönberg (1874–1951): va compondre 4 quartets de corda numerats, el segon dels quals inclou una part per a soprano. També va compondre un primerenc quartet, aquest sense número.
- Josef Suk (1874–1935): 2 quartets de corda — en Si bemoll, op. 11 de 1896, i op. 31 en un moviment de 1911, la tonalitat canvia de sol menor a Re bemoll. També la Meditació sobre l'antic Coral Texc "St. Wenceslas", op. 35a, 1914.
- Richard Wetz (1875–1935): va compondre 2 quartets de corda: en fa menor op. 43, en mi menor op. 49
- Franco Alfano (1875–1954): va compondre 3 quartets de corda
- Reinhold Glière (1875–1956): va compondre 4 quartets de corda: en la major, op.2 (1899), en sol menor, op.20 (1905), en re menor, op.67 (1927), en fa menor, op.83 (1943)
- Fritz Kreisler (1875–1962): va compondre un Quartet de corda en la menor (1919)
- Erkki Melartin (1875–1937): va compondre 4 quartets, en mi menor (1896), sol menor (1900), Mi bemoll major (1902) i en Fa (1910) ()
- Maurice Ravel (1875–1937): un Quartet de corda, en fa major (1903)
- Ernő Dohnányi (1877–1960): va compondre 3 quartets de corda (1899, 1906, 1926)
- Joseph Holbrooke (1878–1958): va compondre 2 quartets de corda (1905, 1915)
- Frank Bridge (1879–1941): cinc quartets de corda: Si bemoll (1901); No 1 en mi menor ('Bologna') (1906); No 2 en sol menor (1915); No 3 (1926); No 4 (1937), i d'altres peces curtes per a quartet de corda
- Jean Cras (1879–1932): un Quartet de corda (1909)
- John Ireland (1879–1962): 2 quartets de corda
- Ottorino Respighi (1879–1936): 3 quartets de corda: re major (1907), re menor (1909) i "Quartetto Dorico" (1924)
- Ernest Bloch (1880–1959): va compondre 5 quartets de corda
- Ermend Bonnal (1880–1944): 2 quartets de corda (1927 i 1934)  Arxivat 2007-02-16 a Wayback Machine.
- Ildebrando Pizzetti (1880–1968): 2 quartets de corda en la major (1906) i re major (1932-3)
- Béla Bartók (1881–1945): va compondre 6 quartets de corda àmpliament reconeguts com entre els millors escrits en la primera meitat del Segle XX
- George Enescu (1881–1955): va compondre 2 quartets de corda (núm. 1 en Mi bemoll i núm. 2 en Sol, op. 22 nos. 1 i 2, 1916–1920 i 1951)
- Nikolai Miaskovski (1881–1950): en va compondre 13 (1907 – 1949)
- Nikolai Róslavets (1881–1944): va compondre 5 quartets de corda (1913, 1915, 1920, 1929-31, 1942.
- Ignatz Waghalter (1881–1949): un Quartet de corda, en re major, op.3
- Zoltán Kodály (1882–1967): va compondre 2 quartets de corda (1908 i 1917)
- Gian Francesco Malipiero (1882–1973): va compondre 8 quartets de corda (1920–1964)
- Joseph Marx (1882–1964): va compondre 3 quartets de corda () sense comptar la primera versió d'un d'ells i un esbós.
- Artur Schnabel (1882–1951): va compondre 5 quartets de corda (1918–1940 - )
- Ígor Stravinski (1882–1971): Tres Peces per ar Quartet de corda (1914); Concertino (1920); Doble Cànon per a Quartet de corda (1959)
- Karol Szymanowski (1882–1937): 2 quartets de corda, No 1, op.37 en do major (1917) i No 2, op.56 (1927)
- Joaquín Turina (1882–1949): el primerenc quartet op. 4 (1911) i l'obra de maduresa per a quartet de corda, "La Oración del Torero" (1925), més coneguda en la versió per a orquestra de corda i originalment escrita per a quartet de llaüts.
- Arnold Bax (1883–1953): 3 quartets de corda: No 1 en sol major (1918), No 2 en mi menor i No 3 en fa major (1936)
- Fran Lhotka (1883–1962): Quartet de corda en sol menor
- Anton Webern (1883–1945): el seu Quartet de corda està compost utilitzant la tècnica dodecafònica. els Cinc Moviments, op.5 (1909) i Sis Bagatel·les, op.9 (1911-13) també són rellevants en la literatura per a quartet de corda. A més, un Quartet de corda, un moviment lent i un rondó de 1905.
- Alban Berg (1885–1935)
  - Quartet de corda, op. 3 (1910)
  - Suite Lírica (serial,1926) per a Quartet de corda, una obra que va influir sobre Bartók i molts d'altres
- Egon Wellesz (1885–1974): va compondre 9 quartets de corda, #1 'en cinc moviments' op. 14 (1911–12) fins al #9 op. 97 (1966), i l'op. 103 Música per a Quartet de corda
- Othmar Schoeck (1886–1957): va compondre 2 quartets de corda (opp. 23, 1913, i 37, 1923) i un moviment per a quartet de corda (1908).
- Kurt Atterberg (1887–1974): 3 quartets de corda
- Ernst Toch (1887–1964): 13 quartets de corda, els cinc primers perduts, i una breu Dedicatòria per a quartet.
- Fartein Valen (1887–1952): va compondre 2 quartets de corda
- Heitor Villa-Lobos (1887–1959): va compondre 17 quartets de corda entre 1915 i 1957
- Matthijs Vermeulen (1888–1967): va compondre un quartet de corda (1960–61)
- Bohuslav Martinů (1890–1959): va compondre 7 quartets de corda
- Arthur Bliss (1891–1975): 4 quartets de corda: No 1 en la major (1914); No 2 (1923); No 3 en Si bemoll (1941); No 4 (1950)
- Serguei Prokófiev (1891–1953): va compondre 2 quartets de corda (1930 i 1941)
- Arthur Honegger (1892–1955): va compondre 3 quartets de corda, en do menor (1917), re major (1936), i mi major (1937)
- Darius Milhaud (1892–1974): va compondre 18, del catorzè i el quinzè poden ser interpretats per un octet
- Hilding Rosenberg (1892–1985): en va compondre 12 (#1, 1920 revisat 1955 fins al #12, 1957)
- Germaine Tailleferre (1892–1983): va compondre un quartet (1917-19)
- Alois Hába (1893–1973): va compondre 16 quartets, usan diversos sistemes microtonals (per exemple, el núm. 11 utilitza un sistema de sis tons, el núm. 12, de quatre tons; i el núm. 16, de cinc tons)
- Paul Dessau (1894–1979): 17 quartets de corda (#1 abans de 1943 i publicat el 1969?, #2 els 1942/43, #3 els 1943–46, #4 Barbaraquartett o "99 Bars for Barbara" (), #5 Quartettino (Felsenstein-Quartett) el 1955, #6 Sieben Sätze für Streichquartett el 1974, #7 el 1975. També un moviment per quartet de corda l'any 1957.)
- Ernest John Moeran: 2 quartets de corda (en la menor i en Mi bemoll major)
- Erwin Schulhoff (1894–1942): 2 quartets de corda numerats (1924, 1925), un quartet sense número (1918), un Divertimento, op. 14 (1914) i un conjunt de Set Peces (1923)
- Willem Pijper (1894–1947): 5 quartets de corda (1914, 1920, 1923, 1928, 1946)
- Walter Piston (1894–1976): va compondre 5 quartets de corda (de l'any 1933 fins al 1962)
- Paul Hindemith (1895–1963): violista, va compondre 7 quartets de corda
- Dane Rudhyar (1895–1985): Crisis and Overcoming (1978), Advent (1976)
- Robert Gerhard (1896–1970): 2 quartets de corda (1950–5, 1960–2  Arxivat 2006-09-28 a Wayback Machine.. Almenys tres quartets de joventut s'han perdut.
- Howard Hanson (1896–1981): un Quartet de corda en un moviment, opus 23 (1923)
- Roger Sessions (1896–1985): 2 quartets de corda (1938, 1951,) Cànons a la memòria de Stravinski (1971)
- Virgil Thomson (1896–1989): va compondre 2 quartets de corda (1931 i 1932)
- Henry Cowell (1897–1965): en va compondre 4
- John Fernström (1897–1961): en va compondre 8
- Erich Wolfgang Korngold (1897–1957): potser més conegut per la seua música cinematogràfica, va compondre 3 quartets de corda, op.16 en La (1923), op.26 en Mi bemoll (1933), op.34 en Re (1945)
- Quincy Porter (1897–1966): e va compondre 9 (#1, 1923–#9, 1953.)
- Francisco Mignone (1897–1986): en va compondre 2, ambdós el 1957
- Alexandre Tansman (1897–1986): en va compondre 9 (un d'ells perdut, reemplaçat per Triptych) ( Arxivat 2005-02-12 a Wayback Machine.)
- Hanns Eisler (1898–1962): va compondre un quartet de corda, 1937 ()
- George Gershwin (1898–1937): va compondre una peça per a quartet de corda: una cançó de bressol, 1919 o 1920
- Viktor Ullmann (1898–1944): 3 quartets de corda, dels quals dos s'han perdut.
- Hans Krása (1899–1944): un quartet (1921)
- Jón Leifs (1899–1968): Compositor islandès, va compondre 3 quartets de corda: No 1 'Mors et vita', op.21, (1939); No 2 'Vita et mors', op.36, (1948–51); No 3 'El Greco', op.64, (1965) (font: Grove)
- Silvestre Revueltas (1899–1940): va compondre 4 quartets
- Aleksandr Txerepnin (1899– 1977): va compondre 2 quartets (1922, 1926)
- Randall Thompson (1899–1984): va compondre 2 quartets, en re menor (al voltant de l'any 1941- possiblement anterior) i sol major (1967)
- George Antheil (1900–1959): va compondre 3 quartets (1925, 1927, 1948), a més de dos petites col·leccions de peces
- Aaron Copland (1900–1990): va compondre quatre peces per a quartet de corda (1921, inèdita; 1923, 1923, 1928)
- Ernst Krenek (1900–1991): en va compondre 8
- Aleksandr Mossolov (1900–1973): probablement 2 quartets (1926, 1943)

### Nascuts entre 1901 i 1950
- Hans Erich Apostel (1901–1972): va compondre 2 quartets (1935, 1956)
- Ruth Crawford-Seeger (1901–1953): Quartet de corda (1931)
- Edmund Rubbra (1901–1986): va compondre 4 quartets de corda (núm. 1 en fa menor op. 35, 1933 revisat 1946; núm. 2 en Mi bemoll op. 73, 1951; núm. 3 op. 112, 1963; núm. 4 op. 150, 1977)
- Vissarion Shebalin (1902–1963): va compondre 9 quartets (1923–1963)
- William Walton (1902–1983): va compondre 2 quartets de corda (1922 i 1947)
- Stefan Wolpe (1902–1972): Quartet de corda (1968–1969)
- Günter Raphael (1903–1960): va compondre 6 quartets (1924–1954)
- Dmitri Borisovitx Kabalevski (1904–1987): va compondre 2 quartets de corda (1928 i 1945)
- Alan Rawsthorne (1905–1971): 4 quartets (1935–1965)
- Giacinto Scelsi (1905–1988): en va compondre 5 (1944, 1961, 1963, 1964, 1984)
- Michael Tippett (1905–1998): va compondre 5 quartets amb número d'opus i un sense numerar a més de dues obres de joventut també sense número
- Eduard Tubin (1905–1982): va compondre un Quartet de corda
- Klaus Egge (1906–1979): va compondre diversos quartets
- Ross Lee Finney (1906–1997): en va compondre 8 (núm. 1 en fa menor (1935) al núm. 8 (1960))
- Benjamin Frankel (1906–1973): en va compondre 5 (1944–1965)
- Elisabeth Luytens (1906–1984): en va compondre 13
- Dmitri Xostakóvitx (1906–1975): va compondre 15 quartets de corda, considerats de la mateixa rellevància que les seues quinze simfonies, pero més "íntims".
- Camargo Guarnieri (1907–1993): 3 quartets de corda (1932, 1944, 1963)
- Paavo Heininen (nascut l'any 1938): quartets de corda núm. 1 op.32c ("Kwartet smyczkowy") i núm. 2 op.64 ("Anadyr.mpl")
- Elizabeth Maconchy (1907–1994): 13 quartets
- Miklós Rózsa (1907–1995): més conegut per la seua música cinematogràfica, Rózsa també va compondre música de concert, incloent-hi 2 quartets de corda, No 1, op.22 (1950) i No 2, op.38 (1981)
- Elliott Carter (nascut l'any 1908): va compondre 5 quartets de corda en la segona meitat del Segle XX, també uns "Elegia" (1948) i Fragments 1 & 2 (1994; 1999); amb el segon quartet va guanyar el Premi Pulitzer, 1960; el tercer és de l'any 1973
- Kurt Hessenberg (1908–1994): 8 quartets de corda (1934–1987) ( Arxivat 2007-09-28 a Wayback Machine.)
- Grażyna Bacewicz (1909–1969): 7 quartets de corda, els dos primers publicats després de la seua mort, els altres de 1947 a 1965)
- Vagn Holmboe (1909–1996): 20 quartets de corda de maduresa, compostos entre 1949 i 1985. També diverses obres de joventut retirades i un darrer Quartetto sereno completat per Per Nørgård)
- Samuel Barber (1910–1981): va compondre el Quartet de corda núm. 1 en si menor, op. 11 (1936), del qual l'Adagio per a corda va ser orquestrat; the Quartet de corda núm. 2, op. 27 (1948); Serenade per a quartet de corda, op.1 (1929), arranjat per a orquestra de corda l'any 1944; Dover Beach, per a baríton o mezzosoprano i quartet de corda, op. 3; i un moviment aïllat per a quartet (1949), que havia de formar part d'un quartet complet que mai no va ser conclòs
- Ievgueni Gólubev (1910–1988): va compondre 24 quartets de corda (1931 – 1986)
- William Schuman (1910–1992): va compondre 5 quartets de corda (1936–1950)
- Bernard Herrmann (1911–1975): més conegut com a compositor per al cine (Citizen Kane, Psycho, Taxi Driver, etc.), Echoes va ser el seu únic quartet de corda (1966)
- John Cage (1912–1992): Quartet de corda en Quatre Parts (1950), Trenta Peces per a Quartet de corda (1983), Music for Four (les parts de quartet extretes de la seua Music for...) (1987–1988), Four (1989)
- Conlon Nancarrow (1912–1997): va compondre 3 quartets de corda (1945, ca. 1948, 1987), el segon incomplet
- Benjamin Britten (1913–1976): va compondre 3 quartets de corda amb número d'opus (1941, 1945 i 1975) més dos primerencs sense número (1928 i 1931) i d'altres obres per a quartet, entre elles els tres Divertimenti, 1933)
- Tikhon Khrennikov (nascut l'any 1913): un quartet, op. 33 (1988)
- Witold Lutosławski (1913–1994): va compondre un quartet de corda (1964)
- David Diamond (1915–2005): va compondre 10 quartets de corda, entre 1940 i 1974
- George Perle (nascut l'any 1915): en va compondre 7, dels quals va retirar-ne cinc
- Vincent Persichetti (1915–1987): va compondre 4 quartets de corda (1939, 1944, 1959, 1972)
- Milton Babbitt (nascut l'any 1916) va compondre 5 densos i abstractes quartets serials a mitjan Segle XX, i un sisè estrenat el 2002
- Henri Dutilleux (nascut l'any 1916): va compondre un quartet, Ainsi la nuit (1976)
- Sven Einar Englund (1916–1999): va compondre un quartet el 1985
- Alberto Ginastera (1916–1983): 4 quartets de corda, 1948 a 1974, l'últim amb baríton amb un text del Heiligenstadt Testament de Beethoven
- Lou Harrison (1917–2003): String Quartet Set (1979)
- Yun I-sang (1917–1995): va compondre 6 quartets de corda (#1 abans de 1956, #2 retirat, #3 el 1959, revisat el 1961, #4 el 1988, #5 el 1990 i #6 el 1992- informació de les notes a la gravació dels quartets 3 i 4, i de  Arxivat 2005-04-25 a Wayback Machine.)
- George Rochberg (1918–2005) en va compondre 7: el sisè inclou un conjunt de variacions sobre el Cànon de Pachelbel; el segon inclou una part per a soprano amb texts de Rilke; el setè inclou una part per a `baríton sobre textos del fill petit del compositor
- Leon Kirchner (nascut l'any 1919): en va compondre 3 (1949, 1958, 1967); el tercer inclou una part per a cinta magnetofònica, amb el que va guanyar Premi Pulitzer, 1967
- Mieczyslaw Weinberg (1919–1996): en va compondre 17, des de l'op. 2 (1937 rev. 1986) a l'op. 146 (1987)
- Peter Racine Fricker (1920–1990): va compondre 3 quartets de corda (1947 a 1975)
- William Bergsma (1921–1994): va compondre 5 quartets de corda (1942, 1944, 1953, 1970, 1982)
- Karel Husa (nascut l'any 1921): en va compondre 4; amb el tercer va guanyar el Premi Pulitzer, 1969
- Joonas Kokkonen (1921–1996): va compondre 3 quartets de corda (1959, 1966, 1976)
- Robert Simpson (1921–1997): va compondre 15 quartets de corda entre 1952 i 1991
- Iannis Xenakis (1922–2001): va compondre 4 obres per a quartet de corda: "st/4 — 1,080262" (1955–1962) que va ser composta amb l'ajut d'un ordinador IBM 7090 utilitzant algorismes estocàstics, Tetras (1983), una obra en nou seccions, Tetora (1990), que significa 'quatre' en grec dòric, Ergma (1994).
- György Ligeti (1923–2006): Quartet de corda núm. 1 ("Métamorphoses nocturnes") (1953–1954) i Quartet de corda núm. 2 (1968)
- Peter Mennin (1923–1983): va compondre 2 quartets de corda (1941 i 1951)
- Mel Powell (1923–1998): Filigree Setting (1959), Quartet de corda (1982)
- Lejaren Hiller (1924–1994): en va compondre 7
- Luciano Berio (1925–2003): Quatuor núm. 1 (1956), dedicat a Bruno Maderna; Sincronie (1963-64); Notturno (1993); Glosse (1997)
- Pierre Boulez (nascut l'any 1925): va compondre Livre pour quatuor (1949), que després va retirar, reutilitzant-ne algunes parts per al posterior Livre pour cordes
- Gunther Schuller (nascut l'any 1925): en va compondre 3
- Boris Txaikovski (1925–1996): en va compondre 6 (1954–1976)
- Earle Brown (1926–2002): va compondre un quartet (1965)
- Morton Feldman (1926–1987): Structures (1951); Three Pieces (1954–1956); Quartet de corda núm. 1 (1979), dura al voltant de 100 minuts; Quartet de corda núm. 2 (1983) dura al voltant de sis hores
- Hans Werner Henze (nascut l'any 1926): en va compondre 5
- György Kurtág (nascut l'any 1926): tres obres: Quartet de corda, op.1, Hommage à Mihály András (12 Microludes), op.13, Officium breve en memorium Andreae Szervánszky, op.28
- Thea Musgrave (nascuda l'any 1928): ha compost un quartet de corda (1958)
- Einojuhani Rautavaara (nascut l'any 1928) va compondre 4 quartets de corda
- Ezra Sims (nascut l'any 1928): Quartet de corda núm. 2 (1962) (realment un quintet), Third Quartet (1962)
- Karlheinz Stockhausen (nascut l'any 1928): Quartet de corda Helikopter, per a 4 helicòpters i quartet de corda
- George Crumb (nascut l'any 1929): Quartet de corda, i Black Angels (Images I), per a quartet de corda elèctric
- Peter Sculthorpe (nascut l'any 1929): 16 quartets de corda (up to 2005)
- Sofia Gubaidúlina (nascuda l'any 1931): ha compost 4 quartets de corda (1971, 1987, 1987, 1994), l'últim amb una part per a cinta magnetofònica
- Mauricio Kagel (nascut l'any 1931): n'ha compost 4
- Ib Nørholm (nascut l'any 1931): ha compost 9 quartets, des del número 1 de 1954 fins al número 9, opus 137, el 1994 ( Arxivat 2006-03-24 a Wayback Machine.)
- Per Nørgård (nascut l'any 1932): ha compost 9
- Henryk Górecki (nascut l'any 1933): Quartet de corda núm. 1 ("Already It Is Dusk"), op. 62, Quartet de corda núm. 2 ("Quasi una Fantasia"), op. 64; el Quartet Kronos va estrenar Piesni Spiewaja ("...cançons cantades"), Quartet de corda núm. 3, op. 67 l'octubre de 2005
- Krzysztof Penderecki (nascut l'any 1933): vha compost 2 quartets de corda (1960, 1968); Die Unterbrochene Gedanke (1984)
- R. Murray Schafer (nascut l'any 1933): 10 quartets de corda fins a l'any 2005; el setè inclou una part per a soprano
- Peter Maxwell Davies (nascut l'any 1934): Quartet de corda en un Moviment (1961); i d'altres obres curtes; Maxwell Davies va rebre la comanda de la companyia, Naxos de compondre 10 quartets de corda; n'ha conclòs 8 entre (2002-2005). Les gravacions han estat a càrrec del Quartet Maggini.
- Roger Reynolds (nascut l'any 1934): Tetra, Coconino. .. A Shattered Landscape
- Alfred Schnittke (1934–1998): va compondre 4 quartets de corda i un Canon in Memoriam Igor Stravinski i Variations per a Quartet de corda
- Christian Wolff (nascut l'any 1934): Summer (1960); Lines (1972)
- François-Bernard Mâche (1935): Eridan, Quartet de corda op. 57 (1986), compost per al Quartet Arditti; Moires per a quartet de corda i cinta magnetofònica, op. 73 (1994)
- Arvo Pärt (nascut l'any 1935): Psalom, Summa, ha arranjat Fratres per a quartet de corda
- Terry Riley (nascut l'any 1935): Quartet de corda (1960); ha compost moltes obres per al Quartet Kronos en la dècada de 1970: G Song; Sunrise of the Planetary Dream Collector; Cadenza on the Night Plain; Mythic Birds Waltz; Salome Dances for Peace; Requiem for Adam; The Sands per a quartet de corda i orquestra; Sun Rings per a quartet de corda, choir i gravació de sons de l'espai realitzades per la NASA, entre d'altres
- Aulis Sallinen (nascut l'any 1935): 5 quartets de corda
- Peter Schickele (nascut l'any 1935): 5 quartets de corda, 2 quintets amb piano
- La Monte Young (nascut l'any 1935): On Remembering a Naiad (cinc petites peces)(1956); Chronos Kristalla (Cristalls del Temps) (1990), en la qual el quartet de corda utilitza gammes naturals i dura al voltant de 90 minuts
- Steve Reich (nascut l'any 1936): Different Trains, per a quartet de corda i cinta magnetofònica; i un Triple Quartet (1999), que també pot ser interpretat per un quartet (amb cinta magnetofònica), tres, o per una orquestra de 36 instruments
- Erich Urbanner (nascut l'any 1936): ha compost 3 quartets
- Philip Glass (nascut l'any 1937): 3 quartets de corda de joventut i 5 de maduresa (1966, 1983, 1985, 1989, 1991) i música per a quartet de corda de la pel·lícula de l'any 1931 Dracula (1998)
- Valentin Silvestrov (nascut l'any 1937): 2 quartets (1974, 1988), i el Quartetto Piccolo (1961)
- Gloria Coates (nascuda l'any 1938): 8 quartets de corda fins a l'any 2002
- John Corigliano (nascut l'any 1938): Quartet de corda (1995), revisat per a orquestra de corda com la Simfonia núm. 2 (2000)
- Alvin Curran (nascut l'any 1938): VSTO (1993)
- John Harbison (nascut l'any 1938): n'ha compost 3
- Charles Wuorinen (nascut l'any 1938): n'ha compost 4
- Louis Andriessen (nascut l'any 1939): n'ha compost 2
- Jonathan Harvey (nascut l'any 1939): n'ha compost 2
- Heinz Holliger (nascut l'any 1939): n'ha compost 1(1973)
- Tom Johnson (nascut l'any 1939): Formulas per a quartet de corda (1994) (vuit moviments curts, cadascú seguint una fórmula matemàtica)
- John McCabe (nascut l'any 1939): n'ha compost 5 (1960, 1972, 1979, 1982, 1989)
- Richard Wilson (nascut l'any 1941): n'ha compost 5 fins al 2006
- Ingram Marshall (nascut l'any 1942): Entrada (At the River) 4 quartets de corda amplificats amb processament, Evensongs, Voces Resonae (1984), i Fog Tropes II
- Meredith Monk (nascuda l'any 1942): Stringsongs per a quartet de corda (2004)
- Gavin Bryars (nascut l'any 1942): n'ha compost 3 (1986 (Between the National and the Bristol), 1990, 1998)
- Johanna Bruzdowicz (nascuda l'any 1943): n'ha compost 2 (1983, 1988)
- Brian Ferneyhough (nascut l'any 1943): quartets de corda Nos. 1–4; el quart inclou una part per a soprano; el Quartet Arditti ha estrenat el cinquè el juliol de 2006
- Paul Lansky (nascut l'any 1944): Quartet de corda núm. 1 (1967), Quartet de corda núm. 2 (1971–1978), Ricercare (2000)
- Michael Nyman (nascut l'any 1944): 4 quartets de corda, a més d'altres petites peces, fins a l'any 2005
- John Tavener (nascut l'any 1944): 4 quartets de corda: The Hidden Treasure - Quartet de corda núm. 1; The Last Sleep of the Virgin – Quartet de corda núm. 2; Diódia - Quartet de corda núm. 3; The Bridegroom – Quartet de corda núm. 4; més altres obres que inclouen parts per a quartet de corda
- Peteris Vasks (nascut l'any 1946): n'ha compost 5; El Quartet Kronos ha estrenat el cinquè l'any 2006.
- Peter Ruzicka (nascut l'any 1948): n'ha compost 5; el quart inclou una part per a locutor
- Jean-Thierry Boisseau (nascut l'any 1949): Five Episodes per a quartet de corda (2005)
- Kevin Volans (nascut l'any 1949): 10 quartets de corda, el darrer estrenat l'any 2006, més un curt moviment per a quartet

### Nascuts el 1951 i amb posterioritat
- Lois V Vierk (nascut l'any 1951): Into the brightening air (1994/1999), dedicat a Mel Powell i River Beneath the River (1993)
- Bunita Marcus (nascut l'any 1952) The Rugmaker (1986)
- Wolfgang Rihm (nascut l'any 1952): ha compost 12 quartets fins a l'any 2005
- Kaija Saariaho (nascut l'any 1952): Nymphea (Jardin Secret III) (1987) per a quartet de corda i instruments electrònics
- John Zorn (nascut l'any 1953): Forbidden Fruit per a veu, quartet de corda i plaques giratòries (1987),  Cat o' Nine Tails (or, Tex Avery Directs the Marquis de Sade) (1988), The Dead Man (1990), Memento Mori (1992), Kol Nidre (1996), Necronomicon (2003)
- Carl Vine (nascut l'any 1954) composer australià, 4 quartets de corda fins al 2005, dels quals els 3 i 4 han estat gravats: Knips Suite (Quartet de corda núm. 1) (1979); Quartet de corda núm. 2 (1984); Quartet de corda núm. 3 (1994); Quartet de corda núm. 4 (2004)
- Pascal Dusapin (nascut l'any 1955): 5 quartets (1982, 1989, 1992, 1997, 2005)
- Bob Ostertag (nascut l'any 1957): All the Rage (1992)
- Julia Wolfe (nascuda l'any 1958): ha tret un àlbum amb els seus quartets de corda, The String Quartets: Dig Deep, Four Marys, i Early that summer (1991)
- Ezequiel Viñao (nascut l'any 1960): ha compost 2 quartets fins a l'any 2005: La Noche de las Noches (1989) i The Loss and the Silence (2004)
- Nigel Keay (nascut l'any 1955) 2 quartets (1983, 1995)
- Shigeru Kan-no (nascut l'any 1959) 10 quartets (1987, 1990, 2X1992, 1993, 1997, 2000, 2001, 2002, 2008)
- Aaron Jay Kernis (nascut l'any 1960): 2 quartets de corda, núm. 1 Musica celestis (1990), núm. 2 Musica instrumentalis (1998). Va rebre el Premi Pulitzer l'any 1998 pel Quartet núm. 2.
- Edgar Meyer (nascut l'any 1961): ha tret un àlbum amb els seus quartets de corda, Short Trip Home (1999)
- Jennifer Higdon (nascuda l'any 1962): 7 obres per a quartet de corda: Autumn's Cricket (1987), Voices (1993), Sky Quartet (1997 revised 2001), Amazing Grace (2003), Impressions (2003), Southern Harmony (2003), i An Exultation of Larks (2005).
- Graham Fitkin (nascut l'any 1963): Servant (1992); Pawn (2005)
- Jean-Yves Malmasson (nascut l'any 1963): ha compost un quartet de corda
- Lior Navok (nascut l'any 1971) Voices from India (Quartet de corda #1) (1997); Hope Cycles (Quartet de corda #2) (2004)
- Carson P. Cooman (nascut l'any 1980?): ha compost 4 quartets de corda, a més d'un cert nombe d'obres curtes per a quartet de corda

## Quartets de corda (conjunts)
Amb propòsits interpretatius, els instrumentistes de corda de vegades s'agrupen formant un Quartet de Corda ad hoc. Altres formen agrupacions estables que continuen donant concerts durant anys, de vegades canviant algun membre però deixant fix el nom. Vet ací una llista de Quartets de corda estables ben coneguts:
- Quartet Aeolian
- Quartet Alban Berg
- Quartet Alberni
- Quartet Allegri
- Quartet Amadeus
- Quartet Amati
- Quartet American
- Quartet Arditti
- Quartet Australian
- Quartet Aviv
- Quartet Balanescu
- Quartet Belcea
- bond
- Quartet Borodín
- Quartet Borromeo
- Quartet Brandis
- Quartet Brentano
- Quartet Brodsky
- Quartet Brossa
- Quartet Budapest
- Quartet Busch
- Quartet Carmine
- Quartet Casals
- Quartet Cavani
- Quartet Claring Chamber Players
- Quartet Cleveland
- Quartet Clinton
- Quartet Chilingirian
- Quartet Colorado
- Quartet Corvinus
- Quartet Cosmos
- Quartet Covington
- Quartet Coull
- Quartet Cypress
- Quartet Delme
- Quartet Del Sol
- Quartet Duke
- Quartet Endellion
- Quartet Emerson
- Quartet Fern Hill
- Quartet Festetics
- Quartet Fine Arts
- Quartet The Four Strings
- Quartet Fitzwilliam
- Quartet Flux
- Quartet Four Strings
- Quartet Gabrieli
- Quartet Griller
- Quartet Grupa MoCarta
- Quartet Guarneri
- Quartet Hagen
- Quartet Hollywood
- Quartet Hugo Wolf
- Quartet Hungarian
- Quartet Jerusalem
- Quartet Juilliard
- Quartet Kodály
- Quartet Kolisch
- Quartet Kopelman
- Quartet Kronos
- Quartet Kuchl
- Quartet Laclede
- Quartet Lasalle
- Quartet Lindsay
- Quartet Maggini
- Quartet Manor House Music
- Quartet Melos
- Quartet Mendelssohn
- Quartet Miró
- Quartet New York
- Quartet New Zealand
- Quartet Orford
- Quartet Orion
- Quartet Orlando
- Quartet Oslo
- Quartet Pacifica
- Quartet Peterson
- Quartet Prague
- Quartet Puddles
- Quartet-X
- Quartet de Barcelona
- Quartetto Italiano
- Quatuor Arpeggione
- Quatuor Diotima
- Quatuor Mosaïques
- Quartet Renaixement
- Quartet Rosamunde
- Quartet Salomon
- Quartet Section
- Quartet Shanghai
- Quartet Silesian
- Quartet Smetana
- Quartet Skampa
- Quartet Smith
- Quartet St. Lawrence
- Quartet The String Quartet Tribute
- Quartet Takács
- Quartet Talich
- Quartet Tchaikovski
- Quartet Tokyo
- Quartet Trabuco
- Quartet Turtle Island
- Quartet Vanburgh
- Quartet Vegh
- Quartet Vermeer
- Quartet Vertavo
- Quartet Ysaÿe
- Quartet Ying
- Quartet Zagreb
- Quartet Zorian
- Bond (banda)